# Dick Clark
Richard Wagstaff "Dick" Clark (The Bronx, Nueva York, 30 de noviembre de 1929-Santa Mónica, California, 18 de abril de 2012) fue un empresario y una personalidad en la televisión de Estados Unidos,
conocido por conducir (presentar) varios maratones televisivos y programas de larga duración tales como American Bandstand,
The $10,000 Pyramid, y Dick Clark's New Year's Rockin' Eve. Era la segunda persona más anciana que se encontraba activa en la televisión, con una edad de 82 años. 
Clark fue muy conocido ya desde su juventud, al ganar el concurso America's Oldest Teenager, y por su buena salud -- hasta que sufrió un accidente en 2004. Con alguna dificultad en el habla, Clark realizó un dramático retorno a su espectáculo de Año Nuevo el 31 de diciembre de 2005.

## Carrera en la radio y la televisión
En 1945, Clark comenzó su carrera trabajando en la sala de correo de WUTI, una emisora AM en Utica, Nueva York que era propiedad de su tío y estaba dirigida por su padre. Casi inmediatamente, le pidieron que sustituyera al hombre del tiempo que estaba de vacaciones y, en pocos meses, ya anunciaba los descansos de la emisora.
Mientras estudiaba en Syracuse, Clark trabajó en WOLF-AM, entonces una emisora de música country. Después de la graduación, regresó a WRUN por un corto tiempo, donde pasó a llamarse Dick Clay. Después de eso, Clark consiguió un trabajo en la estación de televisión WKTV en Utica, Nueva York. Su primer trabajo como presentador de televisión fue en Cactus Dick and the Santa Fe Riders, un programa de música country. Más tarde sustituyó a Robert Earle (que más tarde fue presentador de la Copa de la Universidad) como presentador de noticias.
Además de sus funciones de locutor en la radio y la televisión, Clark fue propietario de varias emisoras de radio. De 1964 a 1978, fue propietario de KPRO (ahora KFOO) en Riverside, California bajo el nombre de Progress Broadcasting. En 1967, compró KGUD-AM-FM (ahora KTMS y  KTYD respectivamente) en Santa Bárbara, California.
Dick fue también presentador de Miss Universo 1990 Miss Universo 1991 Miss Universo 1992 y Miss Universo 1993. 

### American Bandstand
En 1952, Clark se trasladó a Drexel Hill, Pensilvania, un suburbio de Filadelfia, donde aceptó un trabajo como disc jockey en la emisora de radio WFIL, adoptando el nombre de Dick Clark. WFIL tenía una estación de televisión afiliada (ahora WPVI) con el mismo indicativo, que comenzó a emitir un programa llamado Bob Horn's Bandstand' en 1952. Clark era responsable de un programa similar en la emisora de radio de la compañía y servía como presentador sustituto habitual cuando Horn se iba de vacaciones. En 1956, Horn fue detenido por conducir ebrio y posteriormente fue despedido. El 9 de julio de 1956, Clark se convirtió en el presentador permanente del programa.
Bandstand fue recogido por la cadena ABC, rebautizado como American Bandstand, y se estrenó a nivel nacional el 5 de agosto de 1957. El programa tuvo mucho éxito, debido a la relación natural de Clark con el público adolescente en directo y con los participantes en el baile, así como a la "imagen limpia y no amenazante" que proyectaba a las audiencias televisivas. Como resultado, muchos padres se iniciaron en el rock and roll. Según el productor de Hollywood Michael E. Uslan, "fue capaz de utilizar sus incomparables habilidades de comunicación para presentar el rock and roll de una manera que fuera aceptable para los padres."
En 1958, The Dick Clark Show se incorporó a la programación de los sábados por la noche de la ABC. A finales de año, la audiencia superaba los 20 millones de espectadores, y los artistas presentados tenían "prácticamente garantizado" un gran aumento de las ventas tras su aparición. En un homenaje televisivo sorpresa a Clark en 1959 en This Is Your Life, el presentador Ralph Edwards le llamó "el creador de estrellas más joven de América", y estimó que el programa tenía una audiencia de 50 millones.
Clark trasladó el programa de Filadelfia a Los Ángeles en 1964. El traslado estaba relacionado con la popularidad de los nuevos grupos "surf" con sede en el sur de California, como The Beach Boys y Jan and Dean. El programa se emitió diariamente de lunes a viernes hasta 1963, y luego semanalmente los sábados hasta 1988. Bandstand se reanudó brevemente en 1989, con David Hirsch como presentador. En el momento de su cancelación, el programa se había convertido en el programa de variedades más largo de la historia de la televisión.
En la década de 1960, el programa dejó de limitarse a la reproducción de discos para incluir artistas en directo. Durante este periodo, muchos de los principales grupos de rock de la década de 1960 tuvieron su primera exposición al público nacional. Algunos de los muchos artistas presentados fueron Ike & Tina Turner, Smokey Robinson and The Miracles, The Beach Boys, Stevie Wonder, Prince, Simon and Garfunkel, Jerry Lee Lewis, Buddy Holly, Bobby Fuller, Johnny Cash, Sam Cooke, Fats Domino y Chubby Checker.
Durante una entrevista con Clark realizada por Henry Schipper de la revista Rolling Stone en 1990, se señaló que "más de dos tercios de las personas que han sido iniciadas en el Salón de la Fama del Rock and Roll tuvieron su debut televisivo en American Bandstand, y el resto probablemente debutaron en otros programas que ellos produjeron." Durante la vida del programa, contó con más de 10.000 actuaciones en directo, muchas de ellas de artistas que no podían aparecer en ningún otro lugar de la televisión, ya que los programas de variedades durante gran parte de este periodo eran "antirock". Schipper señala que los artistas de Clark resultaban chocantes para el público en general:
El establecimiento musical, y los adultos en general, odiaban realmente el rock and roll. Los políticos, los ministros, los compositores más antiguos y los músicos echaban espuma por la boca. Se dice que Frank Sinatra llamó a Elvis Presley "afrodisíaco de olor rancio".
Por lo tanto, se consideraba que Clark ejercía una influencia negativa sobre los jóvenes y era muy consciente de esa impresión que tenía la mayoría de los adultos:
Se me criticó mucho por estar en la música del rock and roll en sus inicios. Era una música del demonio, que hacía que se te cayeran los dientes y se te pusiera el pelo azul, lo que fuera. Lo superaste.
En 2002, muchos de los grupos que presentó aparecieron en el especial del 50 aniversario para celebrar American Bandstand. Clark señaló durante el especial que American Bandstand figuraba en el Libro Guinness de los Récords como "el programa de variedades más longevo de la historia de la televisión". En 2010, American Bandstand y el propio Clark fueron homenajeados en los premios Daytime Emmy. Hank Ballard, que escribió "The Twist", describió la popularidad de Clark durante los primeros años de American Bandstand:
El hombre era grande. Era lo más grande de América en ese momento. ¡Era más grande que el presidente!
Como resultado del trabajo de Clark en Bandstand, la periodista Ann Oldenburg afirma que "merece el crédito por haber hecho algo más grande que montar un espectáculo". El escritor de Los Angeles Times, Geoff Boucher, va más allá y afirma que "con la excepción de Elvis Presley, Clark fue considerado por muchos como la persona más responsable de la propagación del rock and roll por todo el país a finales de la década de 1950", convirtiendo a Clark en un "nombre familiar". Se convirtió en una "fuerza primordial en la legitimación del rock 'n' roll", añade Uslan. Sin embargo, Clark simplificó su contribución: 
Yo ponía discos, los niños bailaban y América miraba.
Poco después de tomar el mando, Clark también puso fin a la política de sólo blancos del programa presentando a artistas negros como Chuck Berry. Con el tiempo, negros y blancos actuaron en el mismo escenario y se eliminó la segregación de asientos en el estudio. A partir de 1959 y hasta mediados de la década de 1960, Clark produjo y presentó la Caravana de estrellas, una serie de giras de conciertos basada en el éxito de American Bandstand, que en 1959 tenía una audiencia nacional de 20 millones de personas. Sin embargo, Clark no consiguió que The Beatles aparecieran cuando vinieron a Estados Unidos.
La razón del impacto de Clark en la cultura popular fue explicada en parte por Paul Anka, un cantante que apareció en el programa al principio de su carrera: "Era una época en la que no había cultura juvenil, él la creó. Y el impacto del programa en la gente fue enorme". En 1990, unos años después de que el programa dejara de emitirse, Clark consideró su contribución personal a la música que ayudó a introducir:
Mi talento es sacar lo mejor de otros talentos, organizar a la gente para que los muestre y ser capaz de sobrevivir a la prueba. Espero que algún día alguien diga que en los inicios del nacimiento de la música de los cincuenta, aunque no contribuí en términos de creatividad, ayudé a mantenerla viva.

### Audiencias sobre la payola
En 1960, el Senado de los Estados Unidos investigó la payola, la práctica de las empresas productoras de música de pagar a las empresas de radiodifusión para favorecer su producto. Como resultado, las inversiones personales de Clark en empresas editoriales y discográficas de música se consideraron un conflicto de intereses, y vendió sus acciones en esas empresas.
Cuando se le preguntó por algunas de las causas de las audiencias, Clark especuló sobre algunos de los factores que contribuyeron a ello y que no fueron mencionados por la prensa:
Los políticos. . . hicieron todo lo posible para responder a las presiones que recibían de los padres y de las editoriales y de la gente que estaba siendo expulsada del negocio por el rock. . . Tocó la fibra sensible del electorado, de la gente mayor ...odiaban totalmente la música. Pero se mantuvo viva. Se podría haber cortado de raíz, porque podrían haber impedido que estuviera en la televisión y en la radio.

### Presentador de programas de juegos
A partir de finales de 1963, Clark se dedicó a presentar programas de juegos, presidiendo The Object Is. El programa fue cancelado en 1964 y sustituido por Missing Links, que se había trasladado desde la NBC. Clark asumió el papel de presentador, sustituyendo a Ed McMahon.
Clark se convirtió en el primer presentador de Pyramid, que se estrenó en la CBS el 26 de marzo de 1973. El programa, un juego de asociación de palabras creado y producido por el productor de televisión diurna Bob Stewart, se trasladó a la ABC en 1974. En los años siguientes, el premio principal cambió varias veces (y con él el nombre del programa), y se crearon varios spinoffs en horario de máxima audiencia.
Cuando el programa volvió a la CBS en septiembre de 1982, Clark continuó presentando la versión diurna durante la mayor parte de su historia, ganando tres Premios Emmy como mejor presentador de un programa de juegos. En total, Pyramid ganó nueve premios Emmy al mejor programa de juegos durante su mandato, una marca sólo eclipsada por los doce ganados por la versión redifusionada de Jeopardy!. La última presentación de Clark en Pyramid, The $100,000 Pyramid, terminó en 1988.
Clark volvió posteriormente a Pirámide como invitado en encarnaciones posteriores. Durante el estreno de la versión de John Davidson en 1991, Clark envió un mensaje pregrabado deseando a Davidson que fuera el anfitrión del programa. En 2002, Clark actuó como invitado famoso durante tres días en la versión de Donny Osmond. Anteriormente, también fue invitado durante la versión de Bill Cullen de La pirámide de 25.000 dólares, que se emitió simultáneamente con la versión diurna del programa de Clark.
La revista Entertainment Weekly atribuyó a la "silenciosa presencia dominante" de Clark un factor importante en el éxito del programa de juegos.
Clark presentó el programa de televisión sindicado The Challengers, durante su única temporada (1990-91). The Challengers fue una coproducción entre las productoras de Dick Clark y Ron Greenberg. Durante la temporada 1990-91, Clark y Greenberg también coprodujeron una reposición de Let's Make a Deal para la NBC con Bob Hilton como presentador.  Hilton fue sustituido posteriormente por el presentador original Monty Hall. Clark presentó más tarde Scattergories en la NBC en 1993; y la versión de The Family Channel de It Takes Two en 1997. En 1999, junto con Bob Boden, fue uno de los productores ejecutivos del programa de televisión de Fox Greed, que se emitió desde el 5 de noviembre de 1999 hasta el 14 de julio de 2000, y fue presentado por Chuck Woolery. Al mismo tiempo, Clark también presentó el programa creado por Stone-Stanley Winning Lines, que se emitió durante seis semanas en la CBS desde el 8 de enero hasta el 12 de febrero de 2000.

### Dick Clark's New Year's Rockin' Eve
En 1972, Dick Clark produjo por primera vez New Year's Rockin' Eve, un especial musical de Nochevieja para la NBC que incluía la cobertura de las festividades de Times Square Ball en Nueva York. Clark pretendía desafiar el dominio de los especiales de Año Nuevo de Guy Lombardo en la CBS, ya que creía que su música de big band era demasiado antigua. Tras dos años en la NBC, y siendo presentado por Three Dog Night y George Carlin respectivamente, el programa se trasladó a la ABC y Clark asumió las funciones de presentador. Tras la muerte de Lombardo en 1977, Rockin' Eve' experimentó un aumento de popularidad y más tarde se convirtió en la emisión anual de Nochevieja más vista. Clark también fue corresponsal especial de ABC News en la emisión ABC 2000, cubriendo la llegada del año 2000.
Tras su derrame cerebral (que le impidió aparecer en absoluto en la edición 2004-05), Clark volvió a hacer breves apariciones en la edición 2005-06 mientras cedía la mayoría de las funciones de presentador a Ryan Seacrest. La reacción a la aparición de Clark fue variada. Mientras que algunos críticos de televisión (incluyendo a Tom Shales de The Washington Post, en una entrevista con CBS News Radio) consideraron que no estaba en suficiente forma para hacer la emisión, los supervivientes de la apoplejía y muchos de los fanes de Clark le elogiaron por ser un modelo a seguir para las personas que se recuperan de la apoplejía. Seacrest siguió siendo el presentador y productor ejecutivo del especial, asumiendo todas las funciones tras la muerte de Clark.

### Programas de radio
El primer amor de Clark fue la radio y, en 1963, comenzó a presentar un programa de radio llamado The Dick Clark Radio Show. Fue producido por Mars Broadcasting de Stamford, Connecticut. A pesar de la enorme popularidad de Clark en American Bandstand, el programa sólo fue recogido por unas pocas docenas de emisoras y duró menos de un año.
El 25 de marzo de 1972, Clark presentó American Top 40, sustituyendo a Casey Kasem. En 1981, creó The Dick Clark National Music Survey para la Mutual Broadcasting System. El programa contaba los 30 éxitos contemporáneos más importantes de la semana en competencia directa con Los 40 principales de Estados Unidos. Clark dejó Mutual en octubre de 1985, y Bill St. James (y más tarde Charlie Tuna) se hizo cargo del National Music Survey. United Stations de Clark compró RKO Radio Network en 1985 y, cuando Clark dejó Mutual, comenzó a presentar "Countdown America" de USRN, que continuó hasta 1995.
En 1982, Clark lanzó su propio grupo de sindicación de radio con sus socios Nick Verbitsky y Ed Salamon llamado United Stations Radio Network. Esa empresa se fusionó más tarde con la red Transtar para convertirse en Unistar. En 1994, Unistar fue vendida a Westwood One Radio. Al año siguiente, Clark y Verbitsky volvieron a empezar con una nueva versión de la USRN, incorporando al redil Dick Clark's Rock, Roll & Remember, escrito y producido por Pam Miller (a quien también se le ocurrió la frase utilizada en el programa y posteriormente en todo el mundo: "la banda sonora de nuestras vidas"), y un nuevo programa de cuenta atrás: The U.S. Music Survey, producido por Jim Zoller. Clark fue su presentador hasta su infarto de 2004. United Stations Radio Networks continúa en funcionamiento a partir de 2020.
El programa de radio más largo de Dick Clark comenzó el 14 de febrero de 1982. Dick Clark's Rock, Roll & Remember era un programa de oldies de cuatro horas que llevaba el nombre de la autobiografía de Clark de 1976. El primer año fue presentado por el veterano disc-jockey de Los Ángeles Gene Weed. Luego, en 1983, el locutor Mark Elliot copresentó el programa con Clark. En 1985, Clark fue el anfitrión de todo el programa. Pam Miller escribió el programa y Frank Furino actuó como productor. Cada semana, Clark hacía un perfil de un artista diferente de la era del rock and roll y hacía un recuento de las cuatro mejores canciones de esa semana de un determinado año de los años 50, 60 o principios de los 70. El programa dejó de producirse cuando Clark sufrió un derrame cerebral en 2004. Las repeticiones de la era 1995-2004 siguieron emitiéndose en sindicación hasta que USRN retiró el programa en 2020.

### Otros programas de televisión
En la cima de su fama de American Bandstand, Clark también presentaba un programa de 30 minutos los sábados por la noche llamado The Dick Clark Show (también conocido como The Dick Clark Saturday Night Beech-Nut Show). Se emitió desde el 15 de febrero de 1958 hasta el 10 de septiembre de 1960 en la ABC. Se emitía en directo desde el "Little Theater" de Nueva York y estaba patrocinado por el chicle Beech-Nut. Presentaba a las estrellas del rock and roll del momento haciendo playback de sus éxitos, al igual que en American Bandstand. Sin embargo, a diferencia del programa vespertino Bandstand, que se centraba en la pista de baile con el público adolescente demostrando los últimos pasos de baile, el público de The Dick Clark Show se sentaba en un escenario teatral tradicional. Mientras que algunos de los números musicales se presentaban de forma sencilla, otros eran números de gran producción. El punto álgido del programa era la presentación por parte de Clark, con gran fanfarria al final de cada programa, de los diez mejores discos de la semana anterior. Este ritual quedó tan arraigado en la cultura estadounidense que fue imitado en muchos medios y contextos, que a su vez fueron satirizados cada noche por David Letterman en su propia Lista de los diez mejores.
Desde el 27 de septiembre hasta el 20 de diciembre de 1959, Clark presentó una serie semanal de 30 minutos de duración sobre talentos y variedades titulada Dick Clark's World of Talent los domingos a las 10:30 p. m. en la ABC. Una variación de la anterior serie de la CBS del productor Irving Mansfield, This Is Show Business (1949-1956), contaba con tres panelistas famosos, entre los que se encontraba el cómico Jack E. Leonard, que juzgaban y ofrecían consejos a artistas aficionados y semiprofesionales. Aunque este programa no fue un éxito durante sus casi tres meses de duración, Clark fue una de las pocas personalidades de la historia de la televisión que estuvo en antena a nivel nacional los siete días de la semana.
Una de las apariciones invitadas más conocidas de Clark fue en el último episodio ("El caso del desvanecimiento final") de la serie de televisión original Perry Mason Serie de televisión, en el que se revelaba que Clark era el asesino de un actor ególatra durante la producción de un programa de televisión. Apareció como propietario de una pista de carreras en un episodio de 1973 de la serie de drama procesal Adam-12.
La aparición más humorística de Clark fue en un episodio ("Testimonio del mal") de Police Squad! en el que pregunta a un informante sobre el ska y toma prestada su crema para la piel para mantenerse joven, una parodia del hecho de que Clark era conocido por su perenne aspecto juvenil.
Clark intentó introducirse en el ámbito de la música soul con la serie Soul Unlimited en 1973. La serie, presentada por Buster Jones, era una imitación más arriesgada y controvertida de la popular serie Soul Train y se alternaba en la franja horaria de Bandstand. La serie duró solo unos pocos episodios. A pesar de la enemistad entre Clark y el creador y presentador de Soul Train Don Cornelius, ambos colaboraron posteriormente en varios especiales con artistas negros.
Clark presentó el efímero programa Dick Clark's Live Wednesday en 1978 para la NBC. En 1980, Clark presentó la serie de corta duración The Big Show, un intento fallido de la NBC de revivir el formato de espectáculo de variedades de los años 50 y 60. En 1984, Clark produjo y condujo la serie de la NBC Bloopers & Practical Jokes con la copresentación de Ed McMahon. Clark y McMahon eran viejos conocidos de Filadelfia, y McMahon elogió a Clark por haberle reunido por primera vez con su futuro compañero de televisión Johnny Carson cuando los tres trabajaban en la ABC a finales de los años 50. La franquicia Bloopers surgió de los especiales Bloopers de la NBC presentados (y producidos) por Clark a principios de la década de 1980, inspirados en los libros, álbumes de discos y apariciones de Kermit Schafer, un productor de radio y televisión que popularizó por primera vez las tomas falsas de las emisiones. Durante un periodo de varios años en la década de 1980, Clark presentó simultáneamente programas regulares en las tres principales cadenas de televisión estadounidenses: ABC (Bandstand), CBS (Pyramid) y NBC (Bloopers).
En julio de 1985, Clark presentó la parte del horario de máxima audiencia de la ABC del histórico concierto Live Aid, un concierto de estrellas diseñado por Bob Geldof para acabar con el hambre en el mundo. Durante la huelga de Writers Guild of America de 1988, Clark (como presentador y productor) llenó un vacío en la programación de otoño de la CBS con Live! Dick Clark Presents.
Clark también presentó varios concursos de 1988 a 1993 en la CBS. Hizo una breve temporada como presentador en The Jon Stewart Show en 1995. Dos años más tarde, presentó el especial del 25º aniversario de la Pennsylvania Lottery especial del 25º aniversario del Game Show con la entonces Miss Pensilvania Gigi Gordon para Jonathan Goodson Productions. También creó y condujo dos especiales de televisión de Fox en 2000 llamados Challenge of the Child Geniuses, el último programa de juegos que condujo.
De 2001 a 2003, Clark fue copresentador de The Other Half  con Mario Lopez, Danny Bonaduce y Dorian Gregory, un programa de entrevistas diurnas sindicado que pretendía ser el equivalente masculino de The View. Clark también produjo la serie de televisión American Dreams sobre una familia de Filadelfia a principios de los años 60 cuya hija es una habitual de American Bandstand. La serie se emitió de 2002 a 2005.

## Empresas
En 1965, Clark dejó de ser presentador y produjo Where The Action Is, un programa de televisión vespertino que se grababa en diferentes lugares cada semana y que contaba con la banda de la casa Paul Revere & The Raiders. En 1973, Clark comenzó a producir los exitosos American Music Awards. En 1987, Dick Clark Productions salió a bolsa. Clark siguió activo en la producción de  televisión y cine hasta la década de 1990.
Clark tenía una participación en una cadena de restaurantes de temática musical con licencia bajo los nombres "Dick Clark's American Bandstand Grill", "Dick Clark's AB Grill", "Dick Clark's Bandstand - Food, Spirits & Fun" y "Dick Clark's AB Diner". Actualmente hay dos locales en el aeropuerto de Newark, Nueva Jersey y Phoenix, Arizona, un local en la plaza de viajes Molly Pitcher en la New Jersey Turnpike en Cranbury, Nueva Jersey, y un local en el "Dick Clark's American Bandstand Theater" en Branson, Misuri. Hasta hace poco, Salt Lake City, Utah tenía una ubicación en el aeropuerto.
"Dick Clark's American Bandstand Theater" abrió sus puertas en Branson en abril de 2006, y nueve meses más tarde, un nuevo teatro y restaurante titulado "Dick Clark's American Bandstand Music Complex" abrió cerca del parque temático Dollywood de Dolly Forge, Tennessee.
Entre 1979 y 1980, Clark fue supuestamente propietario del antiguo Westchester Premier Theatre en Greenburgh, Nueva York, rebautizándolo como Dick Clark Westchester Theatre.

## Fallecimiento
El 18 de abril de 2012, Clark murió de un ataque al corazón en un hospital de Santa Mónica, California, a los 82 años, poco después de someterse a un procedimiento de resección transuretral para tratar una hiperplasia benigna de próstata.